# Восходненское сельское поселение
Восходненское се́льское поселе́ние (укр. Восходненське сільське поселення, крымскотат. Найлебен кой юрту, Nayleben köy yurtu) — муниципальное образование в Красногвардейском районе Республики Крым России, в степной зоне полуострова.
Административный центр — село Восход.

## История
В советское время был образован Восходненский сельский совет.
Сельское поселение образовано в соответствии с законом Республики Крым от 5 июня 2014 года.

## Население
| 2001   | 2014  | 2015  | 2016  | 2017  | 2018  | 2019  |
| ------ | ----- | ----- | ----- | ----- | ----- | ----- |
| 10 383 | ↘7233 | ↗7249 | ↗7349 | ↗7357 | ↘7308 | ↘7299 |
| 2020   | 2021  |       |       |       |       |       |
| ↘7237  | ↗7549 |       |       |       |       |       |

## Состав сельского поселения
| №  | Населённый пункт | Тип населённого пункта       | Население |
| -- | ---------------- | ---------------------------- | --------- |
| 1  | Восход           | село, административный центр | ↗4971     |
| 2  | Владимирово      | село                         | ↘75       |
| 3  | Доходное         | село                         | ↘155      |
| 4  | Заря             | село                         | ↘175      |
| 5  | Знаменка         | село                         | ↘474      |
| 6  | Климово          | село                         | ↘638      |
| 7  | Нахимово         | село                         | ↘90       |
| 8  | Новосельцы       | село                         | ↘269      |
| 9  | Плодородное      | село                         | ↘300      |
| 10 | Чапаево          | село                         | ↘249      |